# Erkki-Sven Tüür
Erkki-Sven Tüür (ur. 16 października 1959 w Kärdli) – estoński kompozytor. Uczeń Jaana Räätsa i Lepo Sumery w zakresie kompozycji. W latach 1979–1984 członek zespołu rockowego In Spe. W 2000 odznaczony Orderem Białej Gwiazdy II klasy.
Ważniejsze dzieła:
- Dona nobis pacem (1982)
- II Symfonia (1987) na wielką orkiestrę symfoniczną i taśmę
- Insula deserta (1989) na orkiestrę smyczkową
- cykl Show (1993) na orkiestrę smyczkową (każda część może być wykonywana i nagrywana oddzielnie):
  - Action
  - Passion
  - Illusion
- Requiem (1994) na chór mieszany, fortepian, trójkąt i orkiestrę smyczkową
- Koncert wiolonczelowy (1996)
- Symbiosis (1996) na skrzypce i wiolonczelę
- Lighthouse na orkiestrę smyczkową
- III Symfonia (1997)
- Koncert skrzypcowy (1998)
- Exodus (1999) na wielką orkiestrę symfoniczną
- Illuminatio, Koncert na altówkę i orkiestrę (2008)
- cykl Architektonik (Architectonics) I-VII (1984–1992) na różne zespoły instrumentalne